# 特别行政区

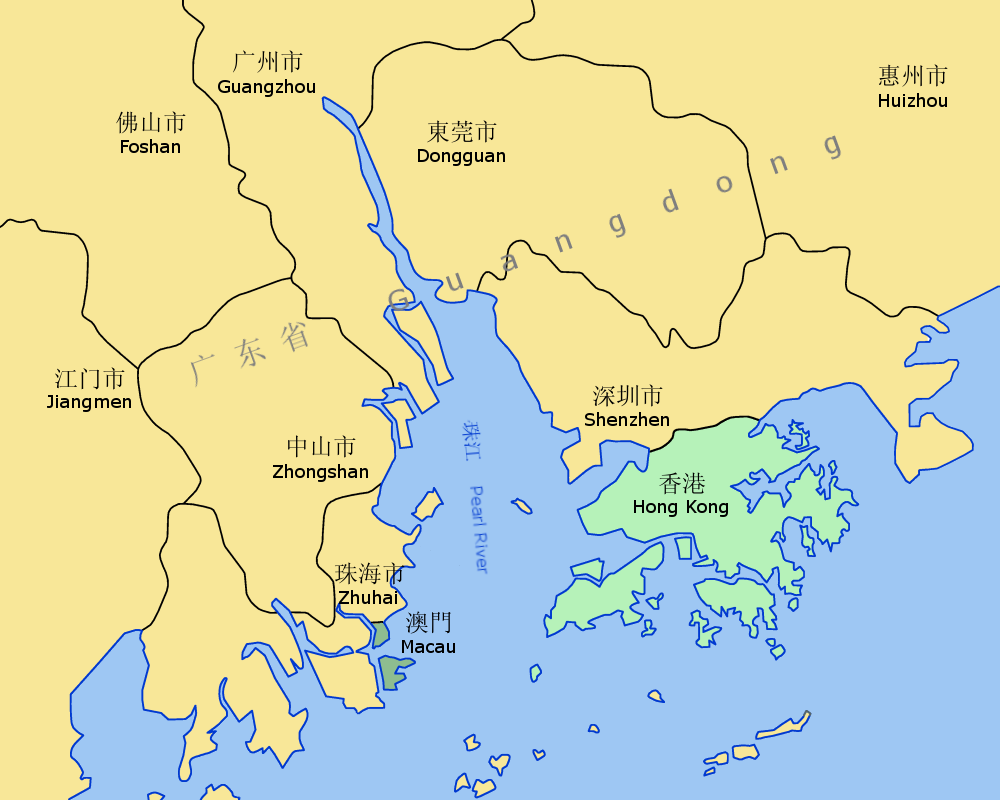
中华人民共和国两个特别行政区：香港和澳门

特别行政区，簡稱特区，是指一個國家內为特别的目的、或区别于其他地方行政單位，而设立的自治地方或地區行政机构。

## 中华人民共和国

### 省级特别行政区
中華人民共和國設有兩個相當於省級的特別行政區，即香港及澳門，均位於廣東珠江口。兩地亦合稱為「港澳」或「港澳地區」。
- 香港特别行政区 （英語：Hong Kong Special Administrative Region）
- 澳门特别行政区 （葡萄牙語：Região Administrativa Especial de Macau）

澳門原為中国明朝領土，後被葡萄牙所佔領；香港則原為中國清朝領土，后被英国先后割让（香港岛、九龙半岛）及辟为租界（新界）。兩地與中國本土分治的政治格局維持至20世紀後期。
由於香港新界地區的租期至1997年屆滿，衍生了香港前途問題。此时英國承認中華人民共和國為中國唯一的合法政府，故藉兩者之間開展了香港前途問題的談判。根據1984年簽訂的中英聯合聲明和1990年頒布的《基本法》，香港主權由英國交还予中華人民共和國；中國政府恢复对香港行使主權後，成立「香港特別行政區」，實行港人治港及高度自治。中國政府並在澳門回歸后，使用同樣的方法，成立「澳門特别行政區」，實行澳人治澳及高度自治。
特別行政區在一国两制原则下於大多數政務（除国防及外交）实行高度自治，其國內法律基礎是基本法、國際法律基礎為《中英聯合聲明》及《中葡聯合聲明》。

#### 高度自治
1981年，中国全国人大常委会委员长叶剑英应因台湾问题，提出统一台湾后设立特别行政区的构想。1982年制定的《中华人民共和国宪法》第三十一条“国家在必要时得设立特别行政区。在特别行政区内实行的制度按照具体情况由全国人民代表大会以法律规定。”该条款，在中华人民共和国现行宪法中保持不变，是设立特别行政区的法源。
根據香港、澳门基本法第十二條，特別行政區是在必要時得設立、享有高度自治權的地方行政區域，直轄於中央人民政府（国务院）。中國省級行政單位是中央人民政府直接管轄的最高一級地方行政區域，目前有省、自治區、直轄市、特別行政區，特別行政區與省、自治區、直轄市同屬直轄於中央人民政府的地方行政區域。 特別行政區的最高首長稱作為行政長官（俗稱“特別行政區首長”，簡稱「特首」）。港澳特區的官員必须分别由港澳出身的人士擔任。

#### 國籍
根據香港法例及澳門法例，香港人和澳門人不一定是中國籍，而可以是英國籍、葡萄牙籍或其他國籍。任何国籍人士只需要持有效旅行證件進入香港或澳門、通常居於當地連續七年或以上，並以香港或澳門為永久居住地，即可以成為香港或澳門永久性居民。

#### 香港、澳门与中國內地的比較
| 內容         | 香港特別行政區 | 澳門特別行政區 | 中国大陆                                                 |
| ------------ | --- | --- | -------------------------------------------------------- |
| 國旗和區旗   | 香港特別行政區區旗 | 澳門特別行政區區旗                                                                                                 | 中華人民共和國國旗                                       |
| 國徽和區徽   | 香港特別行政區區徽 | 澳門特別行政區區徽                                                                                                 | 中華人民共和國國徽                                       |
| 憲法基礎     | 中華人民共和國憲法、中华人民共和国香港特别行政区基本法、中华人民共和国政府和大不列颠及北爱尔兰联合王国政府关于香港问题的联合声明（中华人民共和国官方认为联合声明已无效力） | 中華人民共和國憲法、中华人民共和国澳门特别行政区基本法、中华人民共和国政府和葡萄牙共和国政府关于澳门问题的联合声明 | 中華人民共和國憲法                                       |
| 司法首腦     | 香港終審法院首席法官 | 澳門特別行政區終審法院院長                                                                                         | 中華人民共和國最高人民法院院長、中华人民共和国司法部部長 |
| 法律框架     | 基於英美法系的香港法律 | 基於大陸法系的澳门法律                                                                                             | 基於社會主義法系的中華人民共和國法律                     |
| 行政機關     | 香港特别行政区政府 | 澳門特别行政区政府                                                                                                 | 中華人民共和國國務院                                     |
| 政府首脑     | 香港特别行政区行政長官 | 澳門特别行政区行政長官                                                                                             | 中华人民共和国國務院總理                                 |
| 最高立法機關 | 中华人民共和国全國人民代表大會、香港特别行政区立法會 | 中华人民共和国全國人民代表大會、澳門特别行政区立法會                                                               | 中华人民共和国全國人民代表大會                           |
| 最高监察機關 | 廉政公署 | 廉政公署 | 中华人民共和国国家监察委员会                             |
| 终审裁判机关 | 香港特别行政区終審法院 | 澳門特别行政区終審法院                                                                                             | 中华人民共和国最高人民法院                               |
| 最高檢察機關 | 香港特别行政区律政司 | 澳門特别行政区檢察院                                                                                               | 中华人民共和国最高人民檢察院                             |
| 公安机关     | 香港警務處 | 警察總局 | 中华人民共和国公安部                                     |
| 治安         | 香港警察 | 澳门警察 | 中华人民共和国人民警察                                   |
| 軍事         | 中國人民解放軍駐香港部隊 | 中國人民解放軍駐澳門部隊                                                                                           | 中國人民解放軍、中国人民武装警察部队                     |
| 貨幣管理機構 | 香港金融管理局 | 澳門金融管理局 | 中國人民銀行                                             |
| 貨幣         | 港元 | 澳門幣 | 人民幣                                                   |
| 官方語言     | 粵語、英語、普通話 | 粵語、葡萄牙語、普通話                                                                                             | 普通話                                                   |
| 官方文字     | 繁體中文、英文、簡體中文 | 繁體中文、葡萄牙文、簡體中文                                                                                       | 簡體中文                                                 |
| 道路通行方向 | 左行右 | 左行右 | 右行左                                                   |
| 對外事務     | 有限（對外交、防務等国家行为無司法管轄權） | 有限（對外交、防務等国家行为無司法管轄權）                                                                         | 全權                                                     |
| 駐外機構     | 香港經濟貿易辦事處（中國内地及海外） 香港經濟貿易文化辦事處（臺灣） | 澳門經濟貿易辦事處（海外） 澳門經濟文化辦事處（臺灣）                                                              | 中華人民共和國大使館                                     |
| 外交機構     | 中華人民共和國外交部駐香港特別行政區特派員公署 | 中華人民共和國外交部駐澳門特別行政區特派員公署                                                                     | 中華人民共和國外交部                                     |
| 護照         | 香港特別行政區護照 | 澳門特別行政區護照                                                                                                 | 中華人民共和國護照                                       |
| 護照簽發機構 | 入境事務處 | 身份證明局 | 国家移民管理局                                           |
| 奧運會代表團 | 奧林匹克運動會中國香港代表團 | 不設（亚洲运动会另设亞洲運動會中國澳門代表團）                                                                     | 奧林匹克運動會中國代表團                                 |
| 國籍法       | 中華人民共和國國籍法 （含全国人大常委会关于国籍法在香港、澳门实施的特別解释）                                                                                              | 中華人民共和國國籍法 （含全国人大常委会关于国籍法在香港、澳门实施的特別解释）                                      | 中華人民共和國國籍法                                     |
| 居留权       | 香港特別行政區永久性居民（香港居留權） | 澳門特別行政區永久性居民（澳門居留權）                                                                             | 中华人民共和国户籍                                       |
| 实际管轄範圍 | 香港島、九龍半島、新界 | 澳門半島、氹仔、路環、路氹城、澳門大學新校區                                                                       | 中國大陸、海南島、南海諸島                               |

### 县级特別行政區
除了一國兩制下的特別行政區，中國内地在地方行政上也具有名為“特别行政区”的單位，但其性質則與前者甚為不同。中华人民共和国历史上还设有县级的韶山特别行政区、庐山特别行政区、雙湖特別行政區。

#### 卧龙国家级自然保护区
1983年3月，經國務院批准，四川省汶川縣臥龍特別行政區成立，同年7月改名四川省汶川卧龙特别行政区，與保護區管理局合署辦公。臥龍特別行政區是四川省的一個特殊政區，現有人口5343人，由臥龍鎮和耿達鎮組成，行政區劃屬汶川縣，由四川省人民政府管辖，但實際管理則是由四川省林業廳負責。臥龍特別行政區的轄區與四川卧龙国家级自然保护区完全重合。

#### 六枝特區
1964年7月，中共中央、國務院決定設立西南煤礦建設指揮部，負責六枝、盤縣、水城等地的煤炭勘探、礦區建設工作。1965年4月29日，成立六枝礦區，礦區人民委員會駐六枝，歸貴州省管轄。1966年2月22日，經中共中央、國務院中發（1966）第119號文批准，六枝縣、普定縣和鎮寧縣劃出八個公社設置六枝特區，六枝縣復名郎岱縣。1967年底，西南煤礦建設指揮部從六枝遷到水城，將指揮部改為六盤水地區革命委員會籌備領導小組，六枝特區劃歸六盤水地區領導。

### 台湾特別行政區
中华人民共和国自建国以來，从未放弃对中华民国实控地区、即所謂「臺灣地區」的主权主张。该地区以臺灣、澎湖群島为主体，有金马、东沙等外岛。中华人民共和国政府在行政区划体系中，大体沿用中華民國行政區劃的划分。法理上，中华人民共和国将台湾、澎湖列岛划为台湾省，其余分属福建省、广东省及海南省。
1981年9月30日，中国全国人大常委会委员长叶剑英发表谈话，进一步阐明解决台湾问题的方针與政策。表示“国家实现统一以后，台湾可以作为特别行政区，享有高度的自治权”，并建议由两岸执政的国共两党举行对等谈判。1982年1月11日，中共中央军委主席邓小平就叶剑英的谈话指出：这实际上就是“一个国家、两种制度”，在国家实现统一的前提下，国家主体实行社会主义制度，台湾实行资本主义制度。1982年制定的《中华人民共和国宪法》第三十一条，从宪法层面对特别行政区的法律地位予以确认。
1983年6月26日，鄧小平在會見美国新澤西州薛顿贺尔大学教授楊力宇時提出：
|  | 台湾特别行政区可以擁有自己的獨立性，可以實行同大陸不同的制度。司法獨立，終審權不須到北京。台灣還可以擁有自己的軍隊，只是不能構成對大陸的威脅。大陸不派人駐臺，不僅軍隊不去，行政人員也不去。台灣的黨、政、軍等系統，都由台灣自己來管。中央政府還要給台灣留出名額。 |

1992年10月12日，时任中共中央总书记江泽民指出：“我们将坚定不移地按照‘和平统一、一国两制’的方针，即积极促进祖国统一。我们再次重申，中国共产党愿意同中国国民党尽早接触，以便创造条件，就正式结束两岸敌对状态、逐步实现和平统一进行谈判。在商谈中，可以吸收两岸其他政党、团体和各界有代表性的人士参加。”
邓小平對於未來兩岸统一以后的政治構想，是以省級特别行政区的方式管理台灣，但台湾比香港和澳門更具有自治權，如軍隊、外交、司法、政治制度等，被归为鄧小平理論的一部份。確立政府的態度，首先尊重維持現狀，其次統治為基本路線。但这种构想当前则不为台湾民众所广泛接受。而依據2011年國立政治大學和2013年TVBS等机构所做的民意調查，皆显示大部分台湾人支持“維持現狀”
2017年，根據台灣自由時報引述香港傳媒報導，有學者建議在廈門設立「台灣特別行政區籌委會」，來作為試驗「台灣特區護照」，以此開始漸進式的解決台灣問題。

## 中華民國

### 曾設立之特別行政區
中華民國曾設置若種特別行政區，通常作為行政區預備改制前的過渡性區劃。大致可歸類為：
- 建省前的行政區劃单位：如民國初年所設察哈爾特別區、綏遠特別區、熱河特別區、川邊特別區等四特别區，或1949年的海南特別行政區。
- 外國歸還領土：威海衛行政區、東省特別區等。
- 地方武裝割據區域：陝甘寧邊區等。
- 風景名勝或地理位置特殊地區：陽明山管理局等。
- 歷史文化或地理環境特殊：西藏地方、蒙古地方（國民政府未實際統治）。

中国抗日战争期间，大日本帝國在中國扶植的傀儡政權亦有设置特别行政区劃。如河北省设置的真渤特别行政区、真定行政区。此类行政区隶属于省，下辖县。有当代研究者認為，“与道相比，军事色彩更浓”:147。
| 特别行政区     | 性质                   | 后继建制                                             | 设置年份 | 所在位置（地圖） |
| -------------- | ---------------------- | ---------------------------------------------------- | -------- | ---------------- |
| 察哈爾特別區   | 建省前行政區劃         | 察哈爾省                                             | 1914     |                  |
| 綏遠特別區     | 建省前行政區劃         | 綏遠省                                               | 1914     |                  |
| 熱河特別區     | 建省前行政區劃         | 熱河省                                               | 1914     |                  |
| 川邊特別區     | 建省前行政區劃         | 西康省                                               | 1914     |                  |
| 海南特別行政區 | 建省前行政區劃         | 不適用                                               | 1949     |                  |
| 威海衛行政區   | 外國歸還領土           | 抗戰勝利後改為威海衛市，為山東省省轄地區             | 1930     |                  |
| 東省特別區     | 外國歸還領土           | 九一八事变后，中東鐵路沿线地区被日军及满洲国占领     | 1924     |                  |
| 陝甘寧邊區     | 地方武裝割據區域       | 1947年第二次國共內戰期間，國民政府認定為非法叛亂區域 | 1937     |                  |
| 西藏地方       | 歷史文化或地理環境特殊 | 不適用                                               | 1928     |                  |

### 未設立之特別行政區
澎金馬離島特別行政區：中華民國未來規劃走向中，曾出現六星計畫。2008年中華民國總統選舉候选人謝長廷認為各縣市的國際能見度都很低，依各地的行政區編制，地方的人才以及能力也不足，主張將臺灣分成六大地區（省或州），再加上澎金馬合併為離島特別行政區，中華民國的國際競爭力才能大幅地躍升。而另外前中華民國副總統呂秀蓮提出過「四省兩特雙首都」的規劃，其中也包括澎金馬離島特別行政區。但最終並未實現該計劃。
山地特別行政區：前中華民國副總統呂秀蓮曾提出「四省兩特雙首都」主張，是以河川流域劃分為北、中、南、東四個行省，設置山地與離島兩個特別行政區。但最終皆未實現該計劃。

## 朝鲜民主主义人民共和国
2001年，荷兰华裔商人杨斌向朝鲜政府建议在新义州效仿香港、澳门建立“特别行政区”，朝鲜政府在接受有关建议后设立新义州特别行政区，希望效仿中华人民共和国的一国两制模式建立对外联络的窗口。然而，特区改革未能如期完成，受到朝鲜政府任命的特区长官杨斌在上任之前，就因涉嫌逃税等多个经济罪行被中华人民共和国政府逮捕，并被判处18年有期徒刑。此后，朝鲜实质上放弃了该项目。